# Azalea Cobelli
Azalea Cobelli (Fiume, 25 agosto 1927 – Bologna, 13 marzo 1986) è stata una cestista italiana.

## Carriera

### Nei club
Ha giocato in Serie A con il Maurolico Messina.

### In Nazionale
Ha disputato i Campionati europei del 1956 con l'Italia.